# Warning (Green Day-album)
A Warning a Green Day nevű amerikai punk együttes hatodik stúdióalbuma, 2000. október 3-án jelent meg. A Kerplunk! című album óta ez a zenekar első olyan nagylemeze, aminek producere nem Rob Cavallo volt.
A Billboard nevű amerikai magazin lemezlistáján a 4. helyet érte el, és bár a lemez pozitív kritikákat kapott, eladásai a legrosszabbak voltak a zenekar fennállása óta. Ez az első olyan Green Day-album az együttes debütáló CD-je óta, ami az aranylemez státuszt elérte ugyan, de nem lett platina. 2008-ig több, mint 1,3 millió példány fogyott el belőle, 2009. július 14-én újra kiadták.
A CD-ről két szám, a Warning és a Minority is felkerült a Green Dayről szóló, Green Day: Rock Band nevű játékra.

## Számlista
1. Warning – 3:42
2. Blood, Sex and Booze – 3:33
3. Church on Sunday – 3:18
4. Fashion Victim – 2:48
5. Castaway – 3:52
6. Misery – 5:05
7. Deadbeat Holiday – 3:35
8. Hold On – 2:56
9. Jackass – 2:43
10. Waiting – 3:13
11. Minority – 2:49
12. Macy’s Day Parade – 3:34

A lemeznek Japánban és Ausztráliában megjelent kiadásán két ráadás szám is található, mindkettő koncertfelvétel.

## Közreműködők
- Billie Joe Armstrong – ének, gitár, szájharmonika, mandolin
- Mike Dirnt – basszusgitár, háttérvokál, ének
- Tré Cool – dobok és ütőhangszerek
- Stephen Bradley – trombita
- Gary Meek – szaxofon

## Külső hivatkozások
- Az együttes hivatalos honlapja